# Luca Rastelli
Pour les articles homonymes, voir Rastelli.
Luca Rastelli (né le 29 décembre 1999 à Crémone) est un coureur cycliste italien.

## Biographie
Il passe professionnel en 2022 au sein de l'équipe Bardiani CSF Faizanè.

## Palmarès et résultats

### Palmarès par année
- 2017
  - 4e étape des Tre Giorni Orobica
  - 2e du Trophée de la ville de Loano
  -  Médaillé d'argent du championnat du monde sur route juniors
  - 3e du championnat d'Italie du contre-la-montre juniors
  - 3e des Tre Giorni Orobica
- 2019
  - Gran Premio Valverde
  - Targa Crocifisso
  - 2e de la Coppa della Pace
  - 3e de la Coppa Città di San Daniele
- 2020
  - 2e du Gran Premio Ezio Del Rosso
- 2021
  - Bassano-Monte Grappa
  - Zanè-Monte Cengio
  - 2e de la Coppa Collecchio
  - 2e de la Ruota d'Oro-GP Festa del Perdono

### Résultats sur les grands tours

#### Tour d'Italie
1 participation
- 2022 : 106e

### Classements mondiaux
| Année                                 | 2018  | 2019  | 2020 | 2021 | 2022  |
| ------------------------------------- | ----- | ----- | ---- | ---- | ----- |
| Classement mondial                    | 2709e | 1903e | nc   | nc   | 2288e |
| UCI Europe Tour                       | 1793e | 1253e | nc   | nc   | 1436e |
|                                       |       |       |      |      |       |
| Légende : nc = non classéSource : UCI |       |       |      |      |       |